# Smithsonian Institution
Die Smithsonian Institution (kurz Smithsonian) ist eine bedeutende US-amerikanische Forschungs- und Bildungseinrichtung mit Sitz in Washington, D.C., die zahlreiche Museen betreibt.

## Geschichte
Das Smithsonian wurde am 10. August 1846 durch ein Gesetz des US-Kongresses mit Mitteln aus der Hinterlassenschaft des 1829 verstorbenen englischen Wissenschaftlers James Smithson zugunsten der Vereinigten Staaten von Amerika mit dem Auftrag „der Vermehrung und Verbreitung von Wissen“ gegründet und ist in der US-Hauptstadt  angesiedelt. Gleichzeitig mit der Stiftung wurde das United States National Museum gegründet, das sich später in verschiedene Teilmuseen der Smithsonian Institution aufgliederte. Anfangs war es im Smithsonian Institution Building (Smithsonian Castle genannt), mit einer 1858 eröffneten Ausstellungshalle. 1881 wurde das National Museum Building eröffnet (heute Arts and Industries Building) um die wachsende Sammlung aufzunehmen. 1910 eröffnete ein eigenes Natural History Building (das spätere National Museum of Natural History). Unter Leonard Carmichael (1953–1964) wurde das historische Patent Office Building übernommen. Von 2000 bis 2007 war der Banker Lawrence M. Small Leiter des Smithsonian. Er trat am 28. März 2007 wegen Kritik an Spesenabrechnungen zurück. Acting Secretary war daraufhin der Biologe Cristián Samper, bis das Smithsonian wieder ruhigeres Fahrwasser erreichte.
Seit Januar 2025 übt die Trump-Administration immer wieder Druck auf das Smithsonian aus. So erließ der US-Präsident im März 2025 die Verordnung (executive order) Restoring Truth and Sanity to American History, die auf die Arbeit der Stiftung zielt. Trump erklärte, er wolle „unzulässige, spaltende oder anti-amerikanische Ideologie“ aus den Museen der Institution entfernen. Sie unterstützten „eine revisionistische Bewegung“ die darauf ziele, „die beeindruckenden Errungenschaften der Vereinigten Staaten zu untergraben“ und in ein schlechtes Licht zu rücken.
Seitdem ist die Direktorin der National Portrait Gallery, Kim Sajet, zurückgetreten, die zuvor vom US-Präsidenten harsch für ihre DEI-Initiativen (deutsch: Diversität, Gleichstellung, Inklusion) kritisiert wurde. Aus demselben Haus wurde das Bild Trans Forming Liberty der Künstlerin Amy Sherald entfernt, das eine schwarze Trans-Person zeigt, die an die Freiheitsstatue in New York erinnert. Im Juli 2025 beseitigte das National Museum of American History einen Hinweis auf die beiden Amtsenthebungsverfahren während der ersten Präsidentschaft Donald Trumps.
In einem Schreiben des Weißen Hauses vom 12. August 2025 heißt es, dass die Museen innerhalb von 30 Tagen Materialien wie Kataloge und Programme für alle aktuellen Ausstellungen, digitale Dateien aller Plakate und Beschriftungen sowie Vorschläge für Ausstellungen in den nächsten drei Jahren vorlegen müssen. Während dieses Zeitraums wird das Team der Regierung auch mit Beobachtungsbesuchen beginnen und die aktuellen Ausstellungen besichtigen. Innerhalb von 75 Tagen müssen die Museen ein Inventar ihrer ständigen Sammlungen, eine Liste externer Partnerschaften und die Ergebnisse von Besucherbefragungen vorlegen.

## Struktur

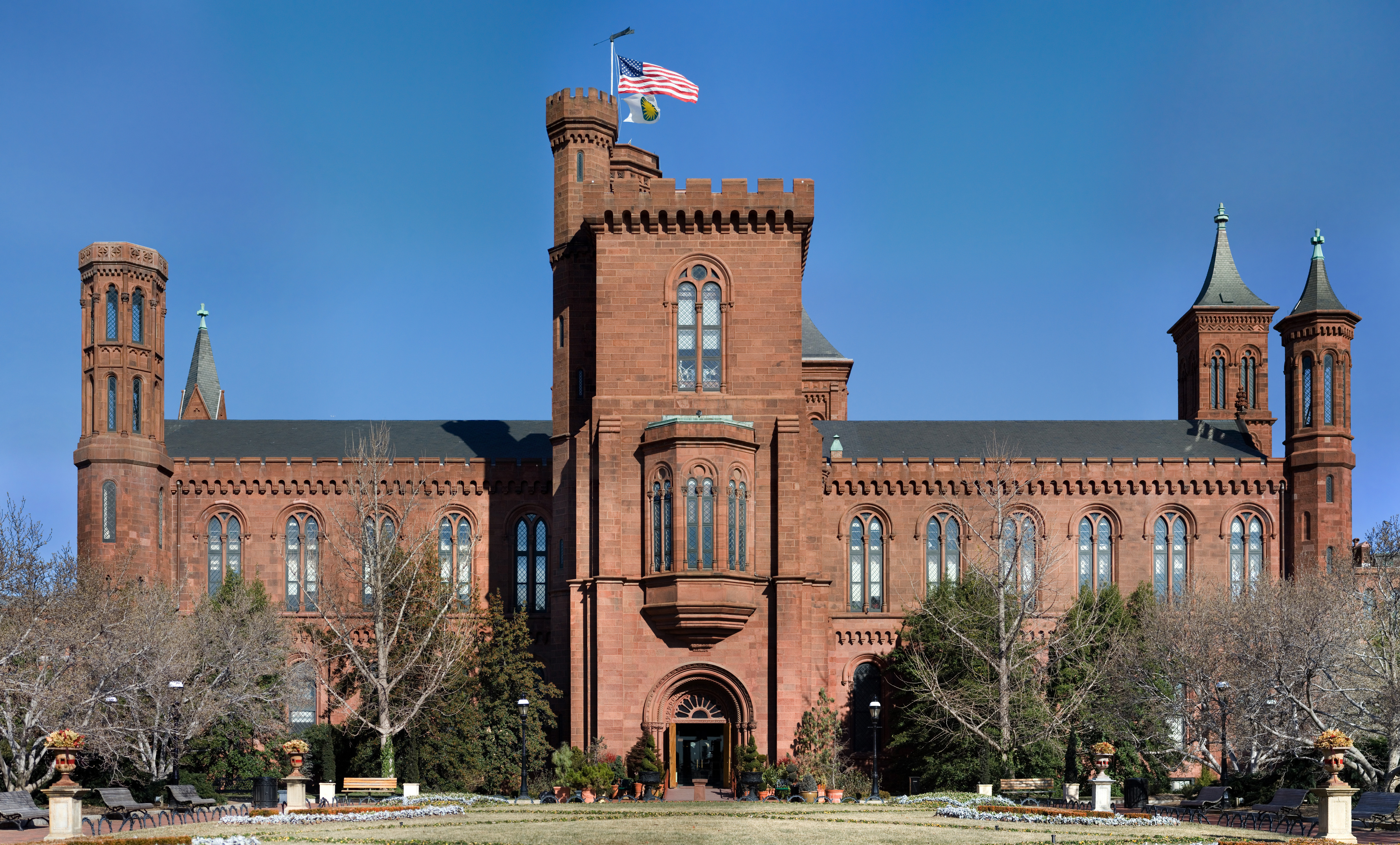
Das Informationszentrum des Smithsonian, meist nur „The Castle“ genannt

Mit 19 Museen und Galerien sowie dem Nationalzoo ist das Smithsonian der größte Museumskomplex der Welt. Die Smithsonian Institution verwaltet über 142 Millionen Objekte menschlichen oder natürlichen Ursprungs für das US-amerikanische Volk. Das Institut, das gleichzeitig ein bedeutendes Forschungszentrum ist, sieht seinen Auftrag in der Bildung der Allgemeinheit, dem Dienst an der Nation und der Vergabe von Stipendien in den Bereichen Kunst, Naturwissenschaften und Geschichte. Die Smithsonian Institution unterstützt Expeditionen und Ausgrabungen, fördert Forschung insbesondere auf den Gebieten der Astronomie, Astrophysik, Ethnologie und Umweltforschung. Sie verfügt über ein eigenes Observatorium, das Smithsonian Astrophysical Observatory (zusammen mit dem Harvard College Observatory bildet es das Harvard-Smithsonian Center for Astrophysics), den Smithsonian-Biopark und das „Archiv amerikanischer Kunst“. Die Smithsonian Institution betreibt u. a. die Nationalmuseen für amerikanische Geschichte, amerikanische Kunst und das Nationalmuseum für Luft- und Raumfahrt. Die Smithsonian Institution gibt zudem das Standardwerk zu den Indianern Nordamerikas heraus, das Handbook of North American Indians.
Neun Museen und Galerien des Smithsonian befinden sich zu beiden Seiten der National Mall – eines langgezogenen Grünstreifens – zwischen dem Washington Monument und dem Kapitol. Ein dreistöckiger, unterirdischer Komplex beherbergt zwei Museen und das S. Dillon Ripley Center, zu dem die International Gallery, Büroräume und Hörsäle bzw. Seminarräume gehören. Fünf weitere Museen und der Nationalzoo befinden sich andernorts in Washington, D.C. Das Cooper-Hewitt National Design Museum und das George Gustav Heye Center des National Museum of the American Indian sind in New York angesiedelt.
Das National Museum of African American History and Culture wurde 2003 gegründet und am 24. September 2016 offiziell eröffnet. Es zeigt die Geschichte des afroamerikanischen Amerikas von der Sklaverei im 16. Jahrhundert über die Rassentrennung nach dem Sezessionskrieg und die Bürgerbewegung der 1960er Jahre bis zur Wahl des ersten schwarzen US-Präsidenten Barack Obama.
Seit 2019 stellt das Smithsonian seine komplette Sammlung nach und nach in elektronischer Form (2D und teilweise 3D) unter der freien CC0-Lizenz allen kostenlos zur Weiterverbreitung und Veränderung zur Verfügung (Smithsonian Open Access).
Das Smithsonian steht unter der Aufsicht eines Board of Regents, einem Gremium, dem der Vize-Präsident der Vereinigten Staaten angehört, der Präsident des Obersten Gerichtshofs, sechs Mitglieder des US-Kongresses sowie neun Bürgerinnen und Bürger. Bundesmittel machen rund zwei Drittel des Haushalts des Smithsonians aus.
Nach dem Tod von Moses Asch im Jahr 1986 übernahm die Smithsonian Institution die Plattenfirma Folkways Records, um deren umfassende Dokumentation der Folk-Musik zu sichern, und führt sie nun unter dem Namen Smithsonian Folkways weiter. Später haben sich noch weitere Plattenfirmen dem Label angeschlossen, so Arhoolie Records des 1947 ausgewanderten Schlesiers Chris Strachwitz. Die Musik kann als Schallplatte, MP3-Datei oder CD-On-Demand kostenpflichtig erworben werden.

### Sekretäre der Smithsonian Institution
Vorsitzender der Smithsonian Institution ist der jeweilige „Secretary of the Smithsonian Institution“, der vom Board of Regents gewählt wird:
- Joseph Henry, 1846–1878
- Spencer Fullerton Baird, 1878–1887
- Samuel Pierpont Langley, 1887–1906
- Charles Doolittle Walcott, 1907–1927
- Charles Greeley Abbot, 1928–1944
- Alexander Wetmore, 1944–1952
- Leonard Carmichael, 1953–1964
- Sidney Dillon Ripley, 1964–1984
- Robert McCormick Adams Jr., 1984–1994
- Ira Michael Heyman, 1994–1999
- Lawrence M. Small, 2000–2007
- G. Wayne Clough, 2008–2015
- David J. Skorton, 2015–2019
- Lonnie G. Bunch, 2019–

## Museen und Forschungsinstitute im Einzelnen
- American Art Museum
- Anacostia Museum
- Archives of American Art[10]
- Arts and Industries Building

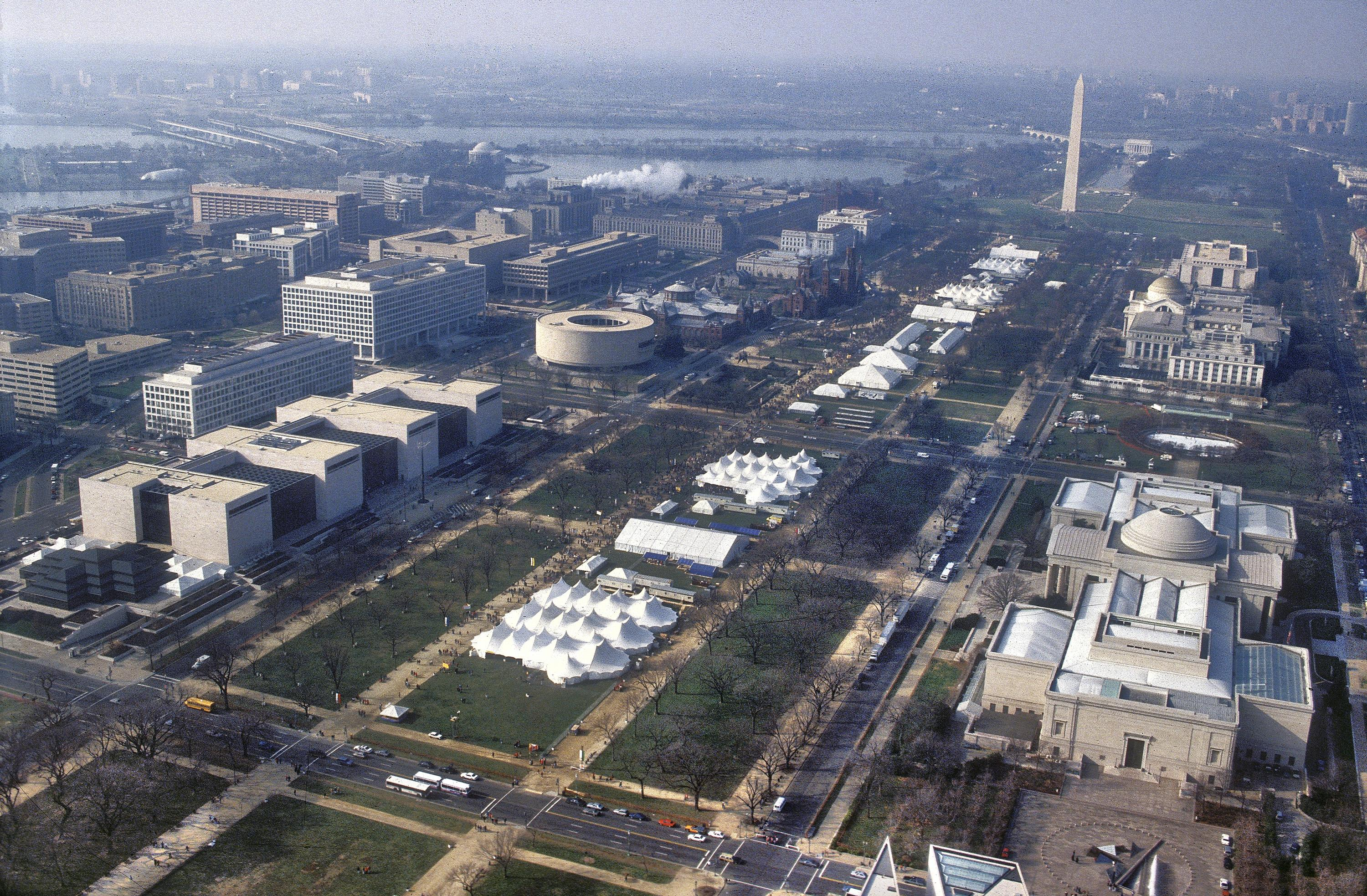
Die National Mall in Washington, an der sich elf der bekanntesten Museen von Smithsonian befinden

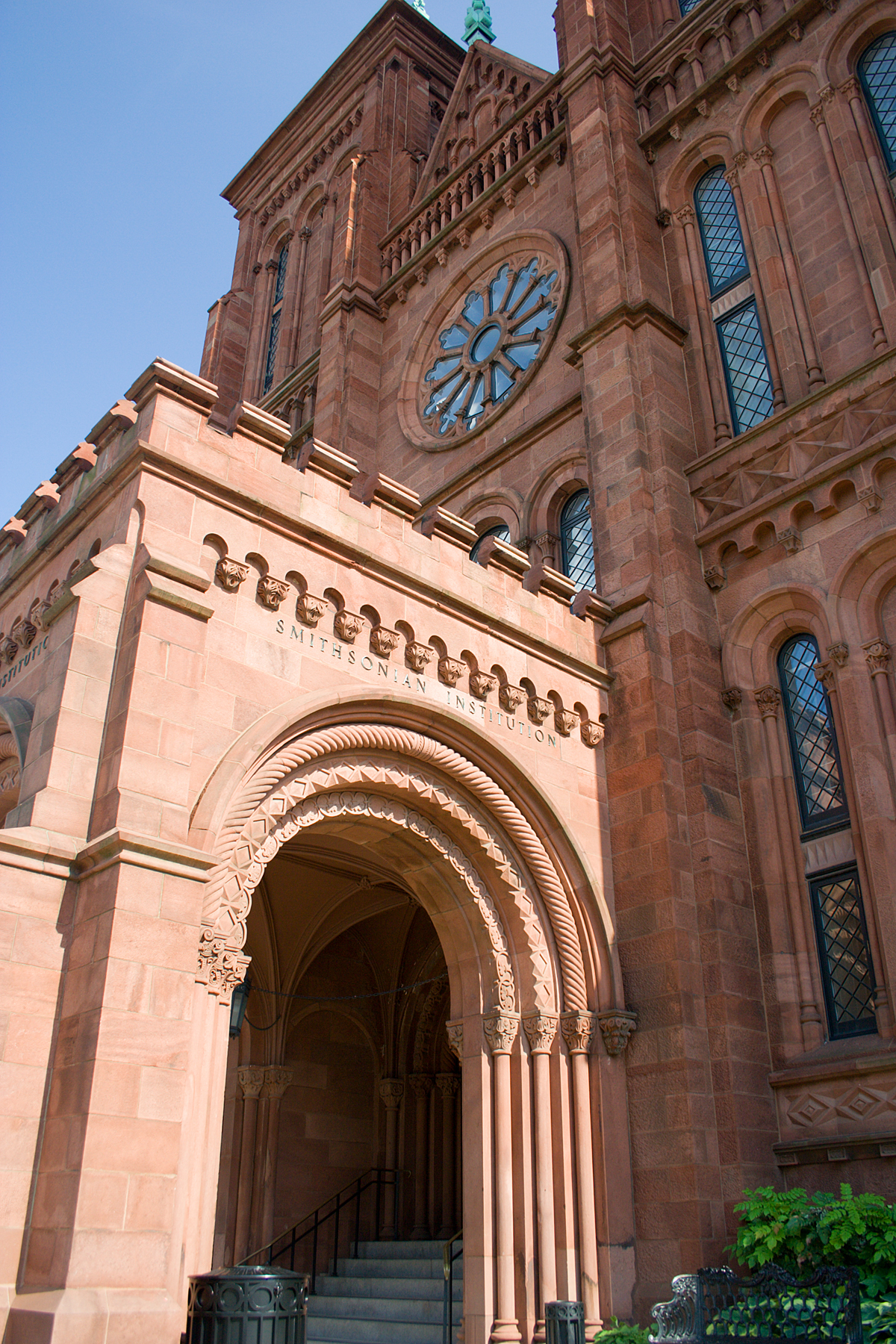
Eingang zum Smithsonian Castle

- Carrie Bow Marine Field Station (Naturhistorisches Museum)
- Center for Folklife and Cultural Heritage
- Center for Earth and Planetary Studies (Zentrum für Erd- und Planetenstudien)
- Conservation and Research Center (National-Zoo)
- Cooper Hewitt Museum
- Freer Gallery of Art
- Figge Art Museum
- Hirshhorn Museum and Sculpture Garden
- National Air and Space Museum
- National Museum of African Art
- National Museum of African American History and Culture
- National Museum of American History
- National Museum of the American Indian
- National Museum of Natural History
- National Portrait Gallery
- National Postal Museum
- National World War II Museum
- Smithsonian National Zoological Park
- Arthur M. Sackler Gallery
- Smithsonian Institution Building
- Smithsonian Institution Libraries
- Smithsonian Tropical Research Institute
- Smithsonian Environmental Research Center
- Smithsonian Astrophysical Observatory und das angeschlossene Harvard-Smithsonian Center for Astrophysics
- Marine Station at Fort Pierce (Naturhistorisches Museum)
- Migratory Bird Center (National-Zoo)
- Museum Conservation Institute
- Woodrow Wilson International Center for Scholars